# بوميبول أدولياديج
بوميبول أدولياديج (بالتايلندية: ภูมิพลอดุลยเดช) (بالإنجليزية: Rama IX)‏ (5 ديسمبر 1927 - 13 أكتوبر 2016) مُنح لقب الملك بوميبول العظيم في عام 1987 (جرى منحه رسميًا من قبل الملك فاجيرالونغكورن في عام 2019)، كان الملك التاسع لتايلاند من سلالة تشاكري، باسم راما التاسع. حكم منذ 9 يونيو عام 1946 حتى وفاته في عام 2016، وتعد فترة حكمه الأطول في العالم منذ وفاة الإمبراطور هيروهيتو في اليابان في عام 1989، وثاني أطول فترة حكم لملك عبر التاريخ، دام حكمه لمدة 70 سنة و126 يومًا. وخلال فترة حكمه، خدم ما مجموعه 30 رئيس وزراء بدءًا من بريدي بانوميونغ وانتهاءً ببرايوت تشان أوتشا.
قدرت مجلة فوربس ثروة بوميبول بثلاثين مليار دولار أمريكي في عام 2010، بما في ذلك الممتلكات والاستثمارات التي يديرها مكتب ملكية التاج، وهي هيئة ليست مملوكة للقطاع الخاص ولا للحكومة (الأصول التي يديرها المكتب هي ملك للتاج كمؤسسة، وليست للملك كفرد)، وتصدر قائمة المجلة «لأغنى أفراد العائلات المالكة في العالم» منذ عام 2008 حتى عام 2013. ثم صُنفت ثروة بوميبول مرة أخرى على أنها 30 مليار دولار أمريكي في مايو عام 2014.
بعد فترة من التدهور الصحي الذي أدخله المستشفى عدة مرات، توفي بوميبول في 13 أكتوبر عام 2016 في مستشفى سيريراج. وقد كان يحظى باحترام كبير من قبل الناس في تايلاند، كان البعض يرونه على أنه قريب من الألوهية. ولكن النشطاء السياسيين البارزين والمواطنين التايلانديين الذين انتقدوا الملك أو المؤسسة الملكية غالبًا ما نفوا أو تعرضوا للسجن المتكرر. ومع ذلك، أسقطت العديد من القضايا قبل البت فيها أو مُنح عفو ملكي عليها في النهاية. وقد أحرقت جثته في 26 أكتوبر عام 2017 في محرقة الجثث الملكية في سانام لوانغ. وخلفه ابنه ماها فاجيرالونغكورن كملك.

## النشأة
ولد بوميبول في مستشفى ماونت أوبورن في كامبريدج، ماساتشوستس، في الولايات المتحدة، في 5 ديسمبر عام 1927. كان الابن الأصغر للأمير ماهيدول أدولياديج، أمير سونغكلا، وزوجته الرسمية الأم سانغوان (فيما بعد الأميرة سيناكارينثا، الأميرة الأم). كان والده مسجلًا في برنامج الصحة العامة في جامعة هارفارد، ولهذا كان بوميبول الملك الوحيد الذي ولد في الولايات المتحدة. كان لبوميبول أخت أكبر، الأميرة غالياني فادانا، وأخ أكبر، الأمير أناندا ماهيدول.
جاء بوميبول إلى تايلاند عام 1928، بعد أن حصل والده على شهادة من جامعة هارفارد. وتوفي والده بسبب الفشل الكلوي في سبتمبر عام 1929، عندما كان عمر بوميبول أقل من عامين. التحق بمدرسة ماتر داي لفترة وجيزة في بانكوك ، ولكن في عام 1933، اصطحبت والدته عائلتها إلى سويسرا، حيث واصل تعليمه في إيكول نوفيلل دو لا سويس روماند في لوزان. وفي عام 1934، حصل بوميبول على أول ألة تصوير خاصة به، ما أشعل حماسه الدائم للتصوير الفوتوغرافي. عندما تنازل عم بوميبول براجاد هيبوك عام 1935، أصبح شقيقه أناندا ماهيدول البالغ من العمر تسع سنوات هو الملك راما الثامن. وبقيت الأسرة في سويسرا وتولى مجلس الوصاية إدارة شؤون رئيس الدولة. وعادوا إلى تايلاند لمدة شهرين فقط في عام 1938. ثم في عام 1942، أصبح بوميبول من عشاق موسيقى الجاز، وبدأ بالعزف على الساكسفون، وهو شغف احتفظ به طوال حياته. حصل على بكالوريا الآداب (دبلوم المدرسة الثانوية مع تخصص في الأدب الفرنسي واللاتيني واليوناني) من مدرسة جيمنايز كلاسيكو كانتونال دو لوزان، وبحلول عام 1945 كان قد بدأ دراسة العلوم في جامعة لوزان، عندما انتهت الحرب العالمية الثانية وتمكنت الأسرة من العودة إلى تايلاند. 

## خلافته وزواجه
اعتلى بوميبول العرش بعد مقتل أخيه الملك أناندا ماهيدول برصاصة في 9 يونيو عام 1946، في ظل ظروف ما تزال غير واضحة. في حين صرح أول بيان حكومي بأن أناندا أطلق النار على نفسه عن طريق الخطأ، لكن لجنة تحقيق حكمت أن هذا مستحيل عمليًا. أدين اثنان من مساعدي القصر في النهاية بارتكاب جريمة قتل وأعدما. أما الاحتمال الثالث، أن بوميبول أطلق النار على شقيقه عن طريق الخطأ بينما كان الأخان يلعبان بمسدساتهما، لم ينظر فيه رسميًا. 
خلف بوميبول شقيقه، لكنه عاد إلى سويسرا قبل نهاية فترة الحداد التي استمرت 100 يوم. وعلى الرغم من اهتمامه بالعلوم والتكنولوجيا، فقد غير تخصصه والتحق بمجال القانون والعلوم السياسية للإعداد لمهامه كرئيس للدولة. وجرى تعيين عمه، رانجسيت، أمير شينات، وصيًا على العرش. وباسم بوميبول، أقر الأمير رانجسيت بالانقلاب العسكري الذي أطاح بحكومة ثامرونجناواساوات في نوفمبر عام 1947. وقع الوصي أيضًا على دستور عام 1949، الذي أعاد إلى النظام الملكي العديد من السلطات التي فقدها في ثورة 1932. 
في ديسمبر عام 1946، خصصت الحكومة السيامية عدة مئات الآلاف من الدولارات للاحتفال بحرق رفات الملك الراحل أناندا، وهي خطوة تمهيدية ضرورية لتتويج بوميبول الذي تطلبه العرف الديني لإضاءة المحرقة الجنائزية. أدت الظروف غير المستقرة في عام 1947 بعد الانقلاب إلى تأجيل ذلك، وقرر المنجمون في البلاط أن 2 مارس عام 1949 كان أكثر التواريخ الميمونة للتتويج.
أثناء حصوله على درجته الجامعية في سويسرا، زار بوميبول باريس بشكل متكرر. التقى لأول مرة في باريس بالأم راجاونجسي سيريكيت كيتياكارا، ابنة السفير التايلاندي في فرنسا (ناككاترا مانغالا) وحفيدة الملك تشولالون كورن، ابن عم بوميبول. كانت تبلغ من العمر 15 عامًا وتتدرب على أن تصبح عازفة بيانو. 
في 4 أكتوبر عام 1948، بينما كان بوميبول يقود سيارة فيات توبولينو على طريق جنيف - لوزان، اصطدم بمؤخرة شاحنة على بعد 10 كيلومترات خارج لوزان. أصيب في ظهره وعانى من شلل في نصف وجهه وأصيب بجروح في وجهه كلفته نظره في عينه اليمنى. وأثناء دخوله المستشفى في لوزان، زارته سيريكيت بشكل متكرر. قابلت والدته التي طلبت منها مواصلة دراستها في مكان قريب حتى يتمكن بوميبول من التعرف عليها بشكل أفضل. اختار بوميبول لها مدرسة داخلية في لوزان، ريانتي ريف. وأعقب ذلك خطوبة هادئة في لوزان في 19 يوليو عام 1949، وتزوجا في 28 أبريل عام 1950، قبل أسبوع واحد من تتويجه. وصفت صحيفة نيويورك تايمز حفل زفافهما بأنه «أقصر وأبسط حفل زفاف ملكي يقام على الإطلاق في أرض الفيلة المذهبة والمظلات البيضاء». أشرفت جدة بوميبول العجوز، سافانج فادانا، على الحفل.
لدى بوميبول وسيريكيت أربعة أطفال:
- (صاحبة السمو الملكي سابقًا) الأميرة يبول راطانا راجاكانيا، ولدت في 5 أبريل عام 1951 في لوزان، سويسرا؛ تزوجت ببيتر لاد جنسن (مطلقة الآن) ولها ابنتان. قُتل ابنها، بهومي جنسن، خلال التسونامي الناجم عن زلزال المحيط الهندي عام 2004. [41][42]
- الملك ماها فاجيرالونغكورن (راما العاشر)، ولد في 28 يوليو عام 1952؛ تزوج بالأم لوانغ سوامساوالي (تطلقت فيما بعد وأصبحت ابنة أخ صاحبة السمو الملكي)؛ لديهما ابنة واحدة. ثم تزوج يوفاديدا بولبراسيرث (وتطلقا فيما بعد)؛ لديهما أربعة أبناء وبنت. أما الزواج الثالث كان من سريراسمي سووادي (مطلقة الآن)؛ لديهما ابن واحد. والزواج الرابع والحالي هو من سوثيدا تجاي.
- صاحبة السمو الملكي الأميرة ماها شاكري سيريندهورن، الأميرة الملكية، ولدت في 2 أبريل عام 1955؛ لم تتزوج قط.
- صاحبة السمو الملكي الأميرة شولابورن واليلاك، من مواليد 4 يوليو عام 1957؛ تزوجت بفيريوده تيشياسارين (مطلقة الآن)؛ لديها ابنتان.

## وفاته
توفي في 13 أكتوبر 2016 في مدينة بانكوك في تايلاند، بعد صراع مع المرض عن عمر يناهز 88 سنة وعشرة أشهر.

## حرق جثمانه
في يوم 26 أكتوبر 2017 تم حرق جثمانه في المحرقة الملكية في ميدان سانام لوانغ في بانكوك بتايلاندا.

## روابط خارجية
- بوميبول أدولياديج على موقع IMDb (الإنجليزية)
- بوميبول أدولياديج على موقع الموسوعة البريطانية (الإنجليزية)
- بوميبول أدولياديج على موقع مونزينجر (الألمانية)
- بوميبول أدولياديج على موقع ميوزك برينز (الإنجليزية)
- بوميبول أدولياديج على موقع إن إن دي بي (الإنجليزية)
- بوميبول أدولياديج على موقع ديسكوغز (الإنجليزية)
- بوميبول أدولياديج على موقع أوليمبيديا (الإنجليزية)